# تراجيديا المشاع

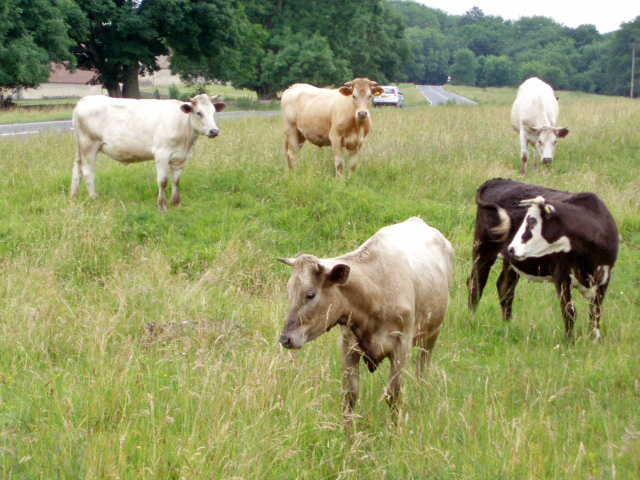

تراجيديا المشاع أو مأساة المشاعات هو مصطلح يصف حالة استنزاف مورد مشترك من قبل الأفراد الذين يتشاركون به بصورة مستقلة وعقلانية إنما وفقا للمصلحة الذاتية لكل منهم على الرغم من إدراكهم أن استنزاف الموارد المشتركة يتعارض مع المصلحة المشتركة للمجموعة على المدى الطويل. وهو مصطلح اقتصادي يستعمل في معظم الأحيان فيما يتصل بالتنمية المستدامة، الربط بين النمو الاقتصادي وحماية البيئة، وكذلك في النقاشات حول ظاهرة الاحتباس الحراري.
يشمل مصطلح «المشاع» الغلاف الجوي والمحيطات والأنهار والأرصدة السمكية، والمتنزهات الوطنية، والإعلانات، وحتى عدادات مواقف السيارات. لتراجيديا المشاع أهمية خاصة في تحليل السلوك في مجالات الاقتصاد، وعلم النفس التطوري وعلم الإنسان، ونظرية الألعاب، والسياسة، والضرائب، وعلم الاجتماع. وبرى البعض بعض انظر أنها مثال لسلوكيات ناشئة أي نتيجة التفاعلات الفردية في نظام معقد.

## التسمية
مصطلح «تراجيديا المشاع» هو ترجمة ل"Tragedy of the commons" الإنجليزي والتي أطلقها غاريت هاردن عام 1968 في مقالة في دورية «نايتشر» (بالإنجليزية: Nature)‏ يصف بها المشاكل التي تتطلب تغببرا في مباديء وسلوكيات الأفراد وقيمهم. والكلمة مؤلفة من شقين: "Tragedy" والتي قد تترجم إلى العربية ب«تراجيديا» أو «مأساة». أما الكلمة الأخر فهي "Commons" والتي قد تترجم إلى «مشاع» أو «مشترك». لذلك يمكن استعمال أي من المصطلحات التاية: «مأساة المشاع»، «مأساة المشترك»، «مشاكل المشاعات» بالإضافة لتراجيديا المشاع.

## تطبيقات

### أمثلة على المشاعات
يمكن تمثيل مشاكل المشاعات بالعديد من مشاكل الموارد البيئية البيئية مثل: المياه، الغابات، الأسماك، الطاقة الغير متجددة مثل النفط والفحم. من المآسي العالمية: فقدان الأسماك في شمالي الأطلسي بسبب الصيد المتفاقم من قبل دول الجوار، الصراع على المياه بين إسرائيل وجيرانها، بناء السدود على نهر النيل ونهري دجلة والفرات. ومن الأمثلة اليومية، تعتبر ازدحام السير على الطرقات خير مثال، بالإضافة لتلوث الهواء، زيادة سكان العالم الاعتباطية، قطع أشجار الغابات، مراعي الحيوانات، استعمال مجالات البث اللاسلكي، رمي النفايات بشكل عشوائ، إهمال عند استعمال المرافق العامة.

## حلول معاصرة
بغياب شيوع "المصلحة الذاتية المستنيرة"، والتي تعتقد أن من يهتم بمصلحة الأخرين يكون المستفيد الأكبر، لا يمكن أيجاد حلول لمشاكل المشاعات إلا عن طريق نوع من السلطة أو القوانين التي تفرض مصلحة عليا لكل عمل مشترك. من الأمثلة: فرض قوانين تحدد مدى الاستعمال المسموح به لكل فرد، فرض حد أعلى للولادات مثل ما يحدث في الصين. منع أو حد الصيد في المناطق المشتركة. ومن الحلول الأخرى هو تخصيص الموارد المشتركة التي تشجع المالك الجديد على إتباع طرق مستدامة.
كما استنبطت الأمم المتحدة فكرة «التراث البشري المشترك» التي تلزم الدول على إيجاد قوانين يخفض المشاكل المتعلقة بالمشاعات مثل إتفاقية القمر (التي تحدد استعمالات الموارد الفضائية والكواكب)، معاهدة الفضاء الخارجي، واتفاقية الأمم المتحدة لقانون البحار
وهناك الأسلوب الناجح التي اتبعته كوستا ريكا التي يضع سعرا يفرض عند استغلال الموارد الطبيعية. كما لزمت شعوب شاطيء ساليش أمور الاهتمام بالموارد المشتركة إلى العائلات التي تستفيد منها. ومن الحلول الشائعة ما يعرف بمبرهنة كوس والتي توزع موارد المشاعات بين المجموعات التي تستعملها.

### التطبيقات في علم الأحياء التطوري
تستعمل تراجيديا المشاعات في علوم الأحياء التطوري، التطور الثقافي-الاجتماعي، الإجتماع الحيوي، والبيئة السلوكية. وبحسب هذه العلوم، تنبع مشاكل المشاعات من المورثة المسؤولة عن الأنانية. ومن الأمثلة نتيجة الأبحاث التي أجريت على الطفيليات والتي أظهرت أن الطفيليات الأنانية التي تحاول ابقاء الموارد لها فقط أدت إلى فنائها والقضاء على محيطها.

## معضلة المشاعات
معضلة المشاعات هي نوع من أنواع المعضلات الاجتماعية التي تصف المشكلات التي تحصل على المدى البعيد عندما تتصرف مجموعة ما بأنانية من أجل تحقيقأهداف أنية والتي تؤذي المنفعة العامة.

## العوامل النفسية
حدد باحثي مجالات التعاون، تسع عوامل نفسية مؤثرة على مشاكل المشاعات وهي: الدوافع الاجتماعية، نوع الجنس، هيكلية المكافأة، عدم اليقين، والسلطة والمركز، وحجم المجموعة، وسيلة التواصل، الأسباب، والأطر.

## إقراء أيضا
- نظرية الألعاب
- توازن ناش
- تراجع النمو
- استبعادية (علم الاقتصاد)